# Tossal de la Gigona
El Tossal de la Gigona és una muntanya de 338 metres que es troba al municipi d'Almacelles, a la comarca catalana del Segrià.